# Свен Улрајх
Свен Улрајх (Шорндорф, 3. август 1988) немачки је фудбалски голман који тренутно брани за Бајерн из Минхена.

## Клупска каријера

### Штутгарт
Играо је у млађим редовима Штутгарта док није промовисан у први тим јануара 2008. године. Деби за сениорски тим имао је 9. фебруара, у поразу од Херте 3 : 1. Прву победу с тимом као први голман остварио је 16. фебруара против Дуизбурга.
Улрајх је 6. априла 2010. продужио уговор са Штутгартом до лета 2013. Поновно је обновио сарадњу 20. јануара 2012. до јуна 2017.
Пред сезону 2015/16, Улрајх је прешао у Бајерн Минхен.

### Бајерн Минхен
Улрај је потписао уговор до 2018. Био је други избор за голмана док је први избор остао Мануел Нојер. Сезону 2015/16, Улрајх је завршио са три наступа а следеће сезоне накупио је укупно седам наступа.
Регуларно је почео да игра за Баварце током сезоне 2017/18, пошто је доташњи првотимац Мануел Нојер задобио тежу повреду. Улрајх је имао кључну улогу у Бајерновом тиму те сезоне која је накрају крунисана титулом у Бундеслиги. Међутим, Бајерн је изгубио у полуфиналу Лиге шампиона 2017/18. против Реал Мадрида а Улрајх је направио грешку због које је примљен гол.

## Статистике каријере
Ажурирано 20. јуна 2020.
| Клуб          | Сезона    | Лига                | Лига    | Лига   | Куп1    | Куп1   | Европа2 | Европа2 | Остало3 | Остало3 | Укупно  | Укупно | Реф.          |
| Клуб          | Сезона    | Дивизија            | Наступи | Голови | Наступи | Голови | Наступи | Голови  | Наступи | Голови  | Наступи | Голови | Реф.          |
| ------------- | --------- | ------------------- | ------- | ------ | ------- | ------ | ------- | ------- | ------- | ------- | ------- | ------ | ------------- |
| Штутгарт II   | 2006/07.  | Регионална лига Југ | 10      | 0      | —       | —      | —       | —       | —       | —       | 10      | 0      | [ 17 ]        |
| Штутгарт II   | 2007/08.  | Регионална лига Југ | 19      | 0      | —       | —      | —       | —       | —       | —       | 19      | 0      | [ 18 ]        |
| Штутгарт II   | 2008/09.  | Трећа лига Немачке  | 36      | 0      | —       | —      | —       | —       | —       | —       | 36      | 0      | [ 19 ]        |
| Штутгарт II   | 2009/10.  | Трећа лига Немачке  | 8       | 0      | —       | —      | —       | —       | —       | —       | 8       | 0      | [ 20 ]        |
| Штутгарт II   | Укупно    | Укупно              | 73      | 0      | —       | —      | —       | —       | —       | —       | 73      | 0      | —             |
| Штутгарт      | 2007/08.  | Бундеслига          | 11      | 0      | 1       | 0      | 0       | 0       | —       | —       | 12      | 0      | [ 18 ]        |
| Штутгарт      | 2009/10.  | Бундеслига          | 4       | 0      | 1       | 0      | 0       | 0       | —       | —       | 5       | 0      | [ 20 ]        |
| Штутгарт      | 2010/11.  | Бундеслига          | 34      | 0      | 3       | 0      | 11      | 0       | —       | —       | 48      | 0      | [ 21 ]        |
| Штутгарт      | 2011/12.  | Бундеслига          | 34      | 0      | 4       | 0      | —       | —       | —       | —       | 38      | 0      | [ 22 ]        |
| Штутгарт      | 2012/13.  | Бундеслига          | 34      | 0      | 6       | 0      | 12      | 0       | —       | —       | 52      | 0      | [ 23 ]        |
| Штутгарт      | 2013/14.  | Бундеслига          | 31      | 0      | 1       | 0      | 4       | 0       | —       | —       | 36      | 0      | [ 24 ]        |
| Штутгарт      | 2014/15.  | Бундеслига          | 28      | 0      | 1       | 0      | —       | —       | —       | —       | 29      | 0      | [ 25 ]        |
| Штутгарт      | Укупно    | Укупно              | 176     | 0      | 17      | 0      | 27      | 0       | —       | —       | 220     | 0      | —             |
| Бајерн Минхен | 2015/16.  | Бундеслига          | 1       | 0      | 1       | 0      | 1       | 0       | 0       | 0       | 3       | 0      | [ 8 ]         |
| Бајерн Минхен | 2016/17.  | Бундеслига          | 5       | 0      | 1       | 0      | 1       | 0       | 0       | 0       | 7       | 0      | [ 9 ]         |
| Бајерн Минхен | 2017/18.  | Бундеслига          | 29      | 0      | 6       | 0      | 11      | 0       | 1       | 0       | 47      | 0      | [ 11 ] [ 16 ] |
| Бајерн Минхен | 2018/19.  | Бундеслига          | 9       | 0      | 3       | 0      | 0       | 0       | 0       | 0       | 12      | 0      | [ 26 ]        |
| Бајерн Минхен | 2019/20.  | Бундеслига          | 1       | 0      | 0       | 0      | 0       | 0       | 0       | 0       | 1       | 0      | [ 27 ]        |
| Укупно        | Укупно    | Укупно              | 45      | 0      | 11      | 0      | 13      | 0       | 1       | 0       | 70      | 0      | —             |
| Свеукупно     | Свеукупно | Свеукупно           | 294     | 0      | 28      | 0      | 40      | 0       | 1       | 0       | 363     | 0      | —             |

- 1.^ Укључује Куп Немачке.
- 2.^ Укључује Лигу шампиона и Куп УЕФА/Лигу Европе.
- 3.^ Укључује Суперкуп Немачке.

## Успеси

### Клуб
Бајерн Минхен
- Бундеслига (8): 2015/16, 2016/17, 2017/18, 2018/19, 2019/20, 2021/22, 2022/23, 2024/25.
- Куп Немачке (3): 2015/16, 2018/19, 2019/20.
- Суперкуп Немачке (5): 2016, 2017, 2018, 2021, 2022.
- Лига шампиона (1): 2019/20.
- УЕФА суперкуп (1) : 2020.

### Индивидулани
- Бајернов играч сезоне: 2017/18.[28]